# Cratere Pekko
Pekko è un cratere sulla superficie di Callisto.